# Bloqueio Brasileiro da Prata
O Bloqueio Brasileiro da Prata foi um acontecimento durante a Campanha do Uruguai da Guerra do Prata onde a armada imperial brasileira impediu a fuga do uruguaio Manuel Oribe, líder dos Blancos, para a Argentina e com isto, o aprisionando em solo uruguaio. O bloqueio foi liderado pelo almirante anglo-brasileiro, John Pascoe Grenfell com apoio de alguns navios do americano John Halstead Coe, que estava a serviço do Uruguai.
Após o sucesso brasileiro no bloqueio, Urquiza sugeriu a Grenfell matar os prisioneiros de guerra, mas o almirante anglo-brasileiro recusou a machucá-los. Consequentemente, os soldados argentinos no exército de Oribe foram incorporados ao exército de Urquiza e os uruguaios, ao de Eugenio Garzón.